# Abhirati
Abhirati (en sánscrito, "El Alegre") (妙 乐 世界), o regocijo intenso, es el campo búdico oriental o Tierra Pura asociada con el Buda Akshobhya, uno de los Cinco Budas Dhyani, es decir, uno de los Budas que habita el Mandala de los Cinco Budas, el Buda del agua que enseña la sabiduría de la vacuidad, según las tradiciones budistas Mahayana.

## Descripción
Abhirati es descrito en el Sutra de Akṣobhya (tathāgatasya-vyuha).
Aunque esta Tierra fue predicada cuando recién nació el budismo Mahayana, Abhirati es mucho menos conocido que Sukhavati, la Tierra Pura de Amitabha.
Abhirati es descrito en el Sutra como una tierra pura en la cual, distintas plantas como los jazmines y las palmeras se mecen suavemente con el viento, generando meritoriamente canciones místicas que no tienen ni la más mínima comparación con la música de este mundo.
Abhirati es una tierra pura en la que los seres pueden hacer sus votos y vivir según el Dharma que predican los Budas, abunda la comida y la bebida, no existe la enfermedad y sus mujeres son hermosas, y “nunca sufren dolores de menstruación”.
Quien quiera que renazca ahí logra el estado de no retorno, como en toda Tierra Pura, las dos primeras verdades del budismo no son reales ahí. solo son reales la tercera y cuarta verdad del budismo, es decir, la cesación del sufrimiento, y el noble camino óctuple para la cesación del sufrimiento, por lo tanto, quien nazca en una Tierra Pura, su felicidad y su budeidad, están completamente aseguradas.
Abhirati es conocida también como la Tierra del Gran Deleite.

## Buda Akshobya
Buda Aksobhia es el rey de esta tierra pura, Buda Shakyamuni habla de él en el Sutra de la perfección de la sabiduría, en 8000 slokas o versos.
Al igual que todos los Budas del mandala, Akshobhia no está solo, es jefe de una familia (kula), la cual es llamada Familia Vashra (‘diamante’ o ‘relámpago duro como un diamante’).
Se dice que cuando Akshobhia era apenas un monje, realizó un sagrado voto al Buda que en ese entonces, gobernaba sobre la tierra pura de Abhirati, es por ello que este Buda jamás sentiría aversión, odio ni egoísmo hacia ningún ser sintiente en las diez direcciones universales.
Después de esforzarse durante mucho tiempo, y guardando todos los votos que realizó en aquella tierra, Aksobhia finalmente se convirtió en el Buda Akshobhya y por lo tanto en gobernante del paraíso de Abhirati.